# Ángel D’Agostino

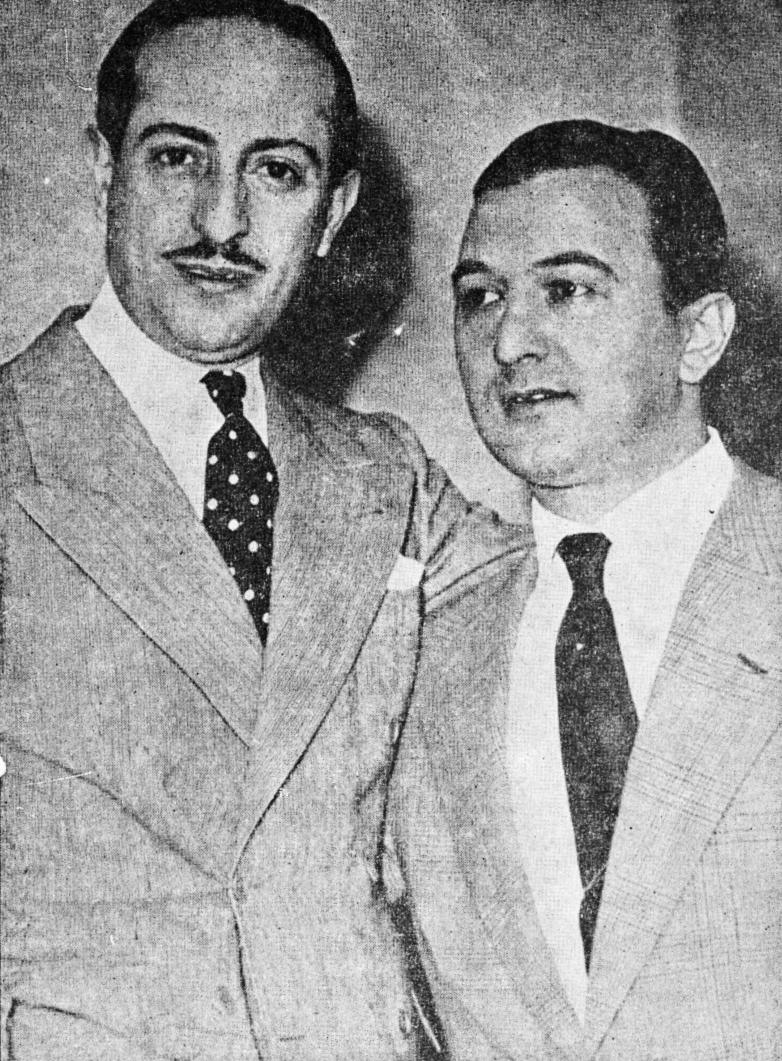
Ángel D’Agostino und Ángel Vargas

Ángel Domingo Emilio D’Agostino (* 25. Mai 1900 in Buenos Aires; † 15. Januar 1991 ebenda) war ein argentinischer Musiker (Pianist), Sänger, Arrangeur, Bandleader und Komponist des Tango.

## Leben
Ángel D’Agostino begann sich schon früh mit Musik zu beschäftigen. So gründete er mit elf Jahren sein erstes Orchester, das unter dem Namen Orquesta Infantil de Angel D’Agostino argentinische Musik spielte.
Später wandte er sich dem Tango zu und gründete 1934 in Buenos Aires sein populär gewordenes Tango-Orchester Ángel D’Agostino y su Orquesta Típica. Unter anderem war der Sänger Angel Vargas bei diesem Orchester unter Vertrag. Mit ihm bildete Ángel D’Agostino auch das Dúo D’Agostino-Vargas. Das Orchester von Ángel D’Agostino existierte bis in die 1960er-Jahre.

## Einige Kompositionen
- Almonacid
- Cocherito
- Mi chiquita
- Pasión milonguera
- Pobre piba
- Se llamaba Eduardo Arolas
- Tres esquinas

## Diskografie (Auswahl)

### Ángel D’Agostino y su Orquesta Típica

#### LPs
| - Tangos inolvidables (1959) - Evocaciones del pasado (1959) - Adiós arrabal (1960) - Los dos ángeles del tango (1961) - Muchachos (1964) | - Esquinas porteñas (1965) - Las grandes creaciones (1966) - Con sabor a tango (1966) - Mi viejo barrio (1966) - El Cuarteador (1977) |

#### CDs
- D’Agostino y su Orquesta Típica (1940-1945) (1992)

### Dúo D’Agostino – Vargas

#### LPs
- Evocación del pasado (1959)
- D’Agostino – Vargas (1966)
- Lo mejor de D’Agostino – Vargas (1967)
- Grandes creaciones de D’Agostino – Vargas (1975, auf MC)